# Soyouz TMA-05M
Soyouz TMA-05M est une mission spatiale dont le lancement a eu lieu le 15 juillet 2012 depuis le Cosmodrome de Baikonour, et le retour sur terre le 19 novembre 2012. Elle transporte trois membres de l'Expédition 32 vers la station spatiale internationale. Il s'agit du 115e vol d'un vaisseau Soyouz depuis le premier en 1967. Le lancement correspond également avec le 37e anniversaire du projet test Apollo-Soyouz.

## Équipage

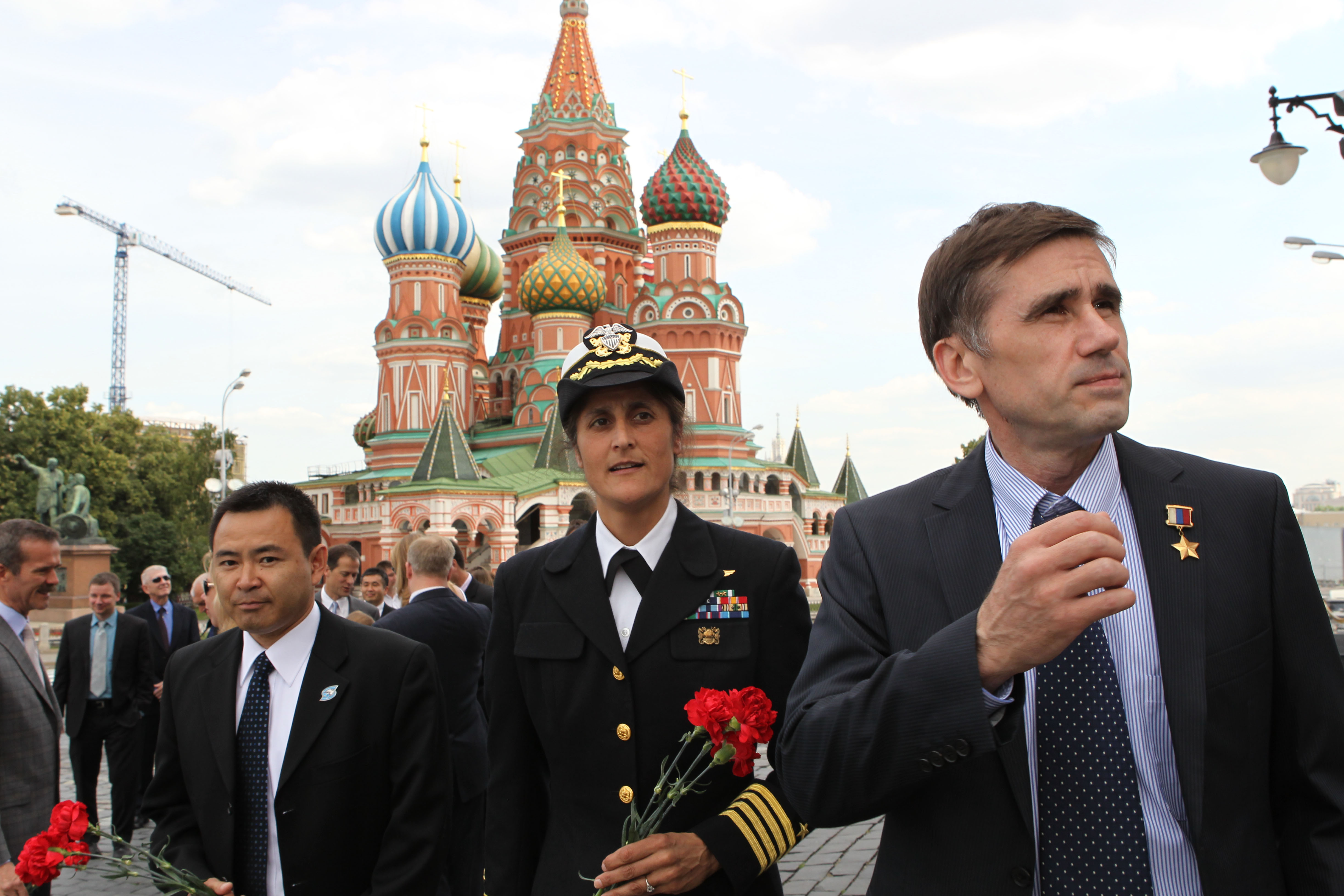
Les membres d'équipage du Soyouz TMA-05M pendant leur tour de cérémonie de la Place Rouge, le 22 juin 2012.

- Commandant : Yuri Malenchenko (5),  Russie
- Ingénieur de vol 1 : Sunita Williams (2),  États-Unis
- Ingénieur de vol 2 : Akihiko Hoshide (2),  Japon

Le chiffre entre parenthèses indique le nombre de vols spatiaux effectués par l'astronaute, Soyouz TMA-05M inclus.

### Équipage de remplacement
- Commandant : Roman Romanenko,  Russie
- Ingénieur de vol 1 : Chris Hadfield,  Canada
- Ingénieur de vol 2 : Thomas Marshburn,  États-Unis

## Déroulement de la mission

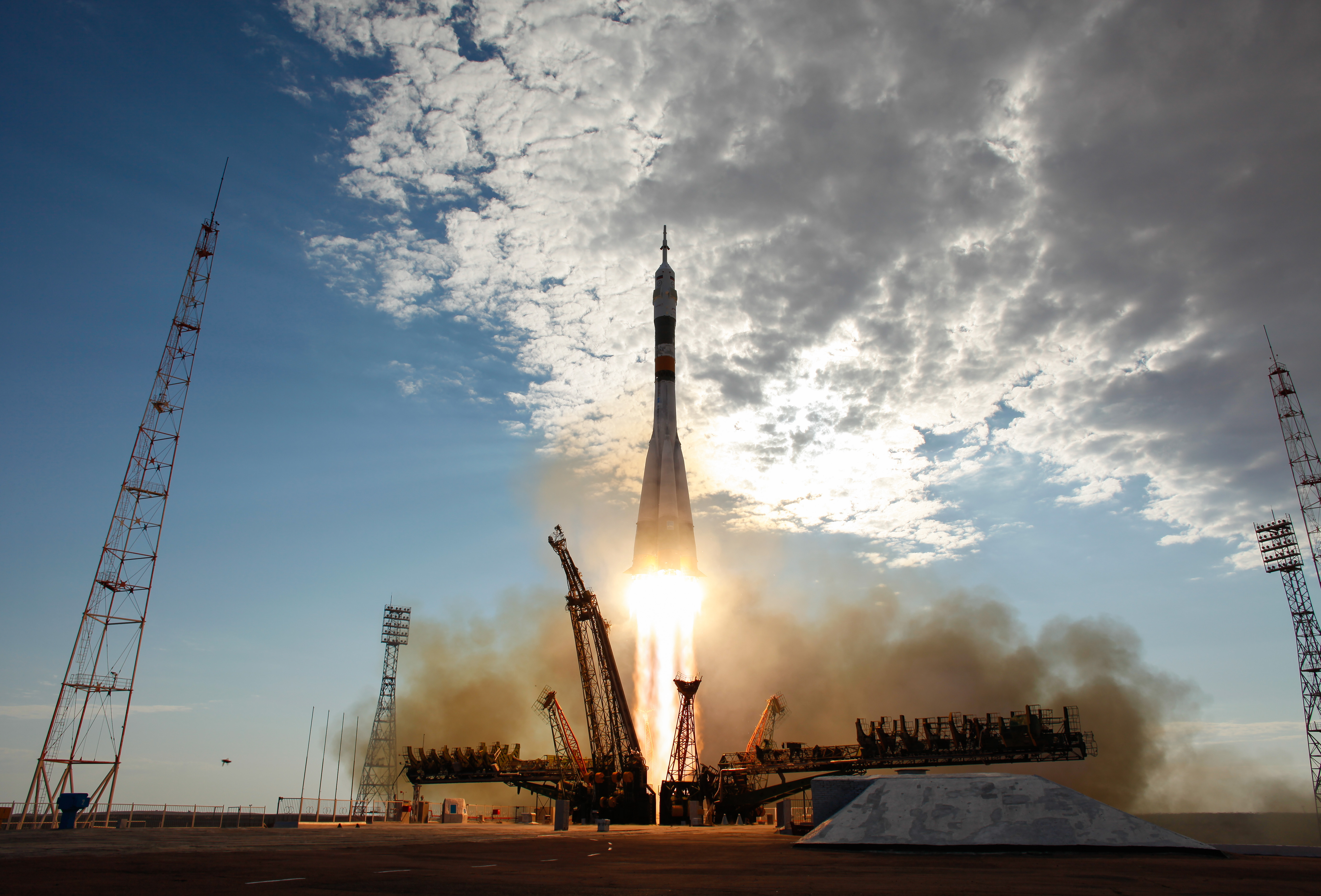
La mission Soyouz TMA-05M décolle vers l'ISS le 15 juillet 2012.

Soyouz TMA- 05M a été lancé depuis le sommet d'une fusée Soyouz FG à 02h40 GMT le 15 juillet 2012 depuis le cosmodrome de Baïkonour, au Kazakhstan. Après un lancement impeccable, le vaisseau Soyouz a réalisé avec succès l'insertion orbitale 9 minutes plus tard et a commencé son voyage de 34 orbites vers la Station spatiale.
Le Soyouz TMA-05M s'amarre le 17 juillet 2012 vers 4 h 51 GMT à l'ISS pour une mission de quatre mois. Il se désamarre de l'ISS le 18 novembre suivant à 10 h 26 GMT, emportant Hoshide, Malenchenko et Williams, pour atterrir de nuit au Kazakhstan le 19 novembre à 1 h 53 GMT. Ce départ marque la fin de l'Expédition 33 et le début de l'Expédition 34.

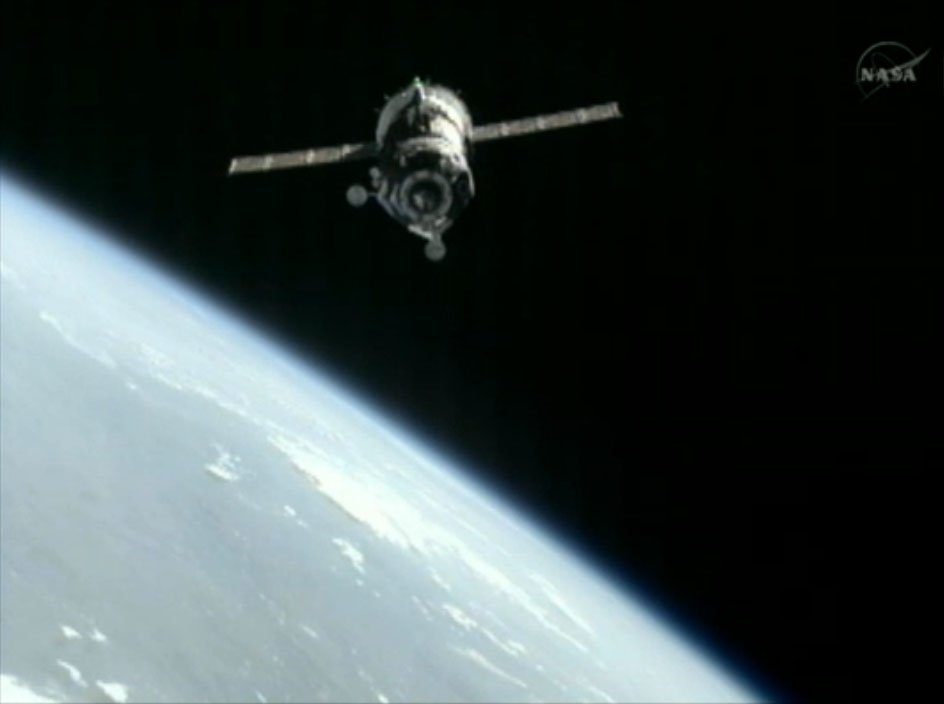
Le vaisseau spatial peu avant l'amarrage avec l'ISS le 17 juillet 2012.

## Galerie

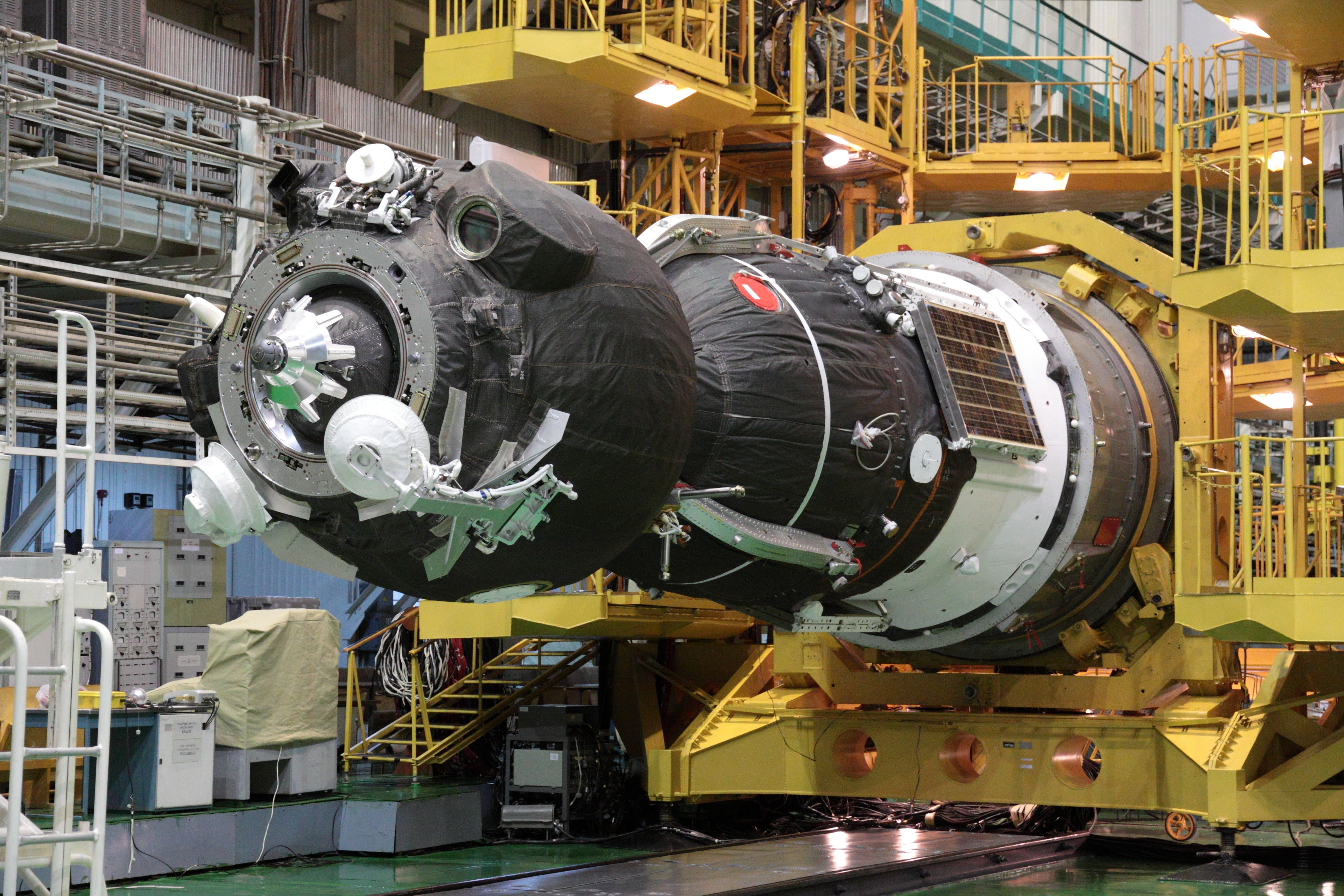
Soyouz ТМА-05M pendant les préparatifs avant le lancement, le 22 juin 2012.
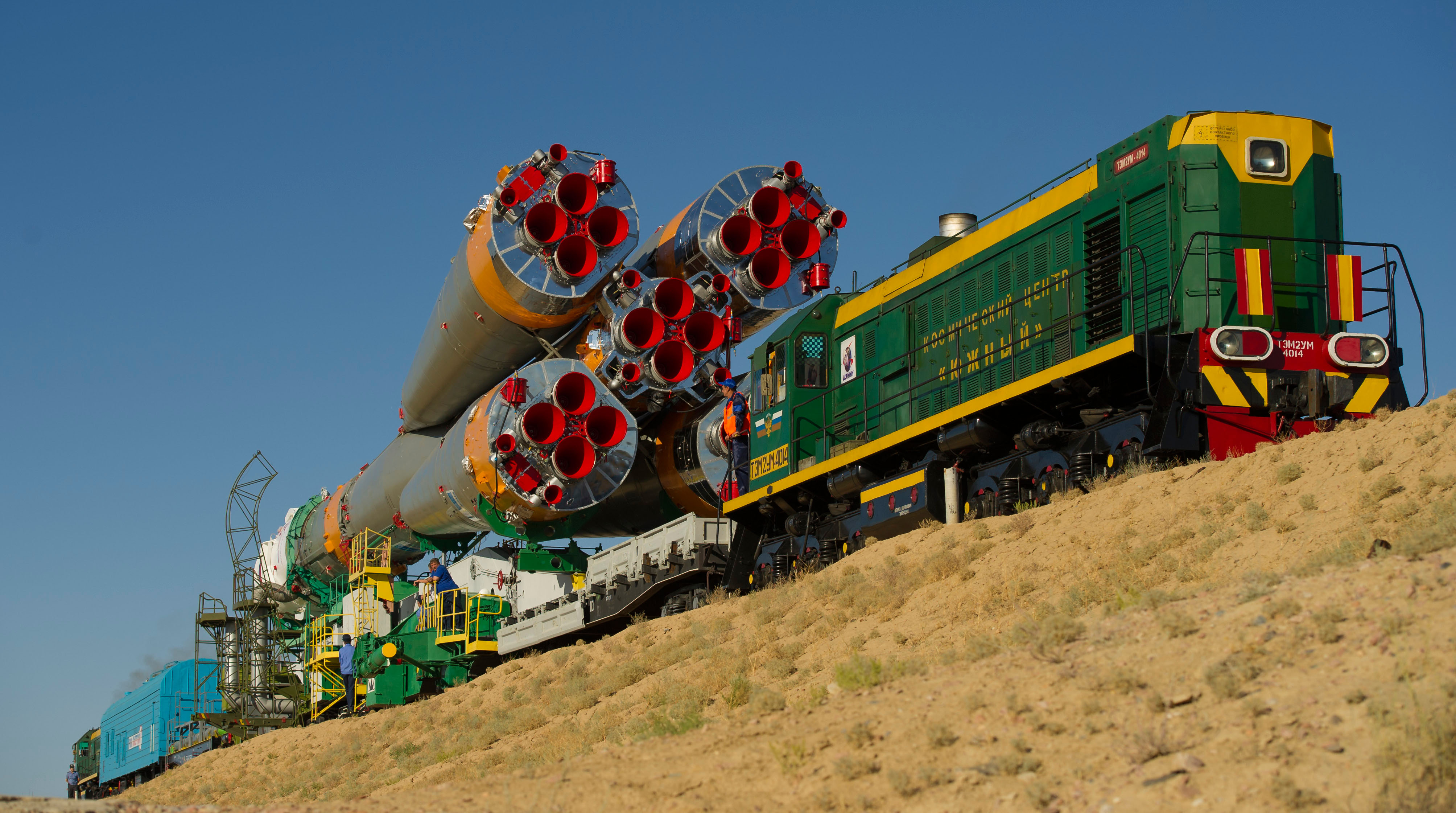
Transport de Soyouz ТМА-05M par train vers le pas de tir.
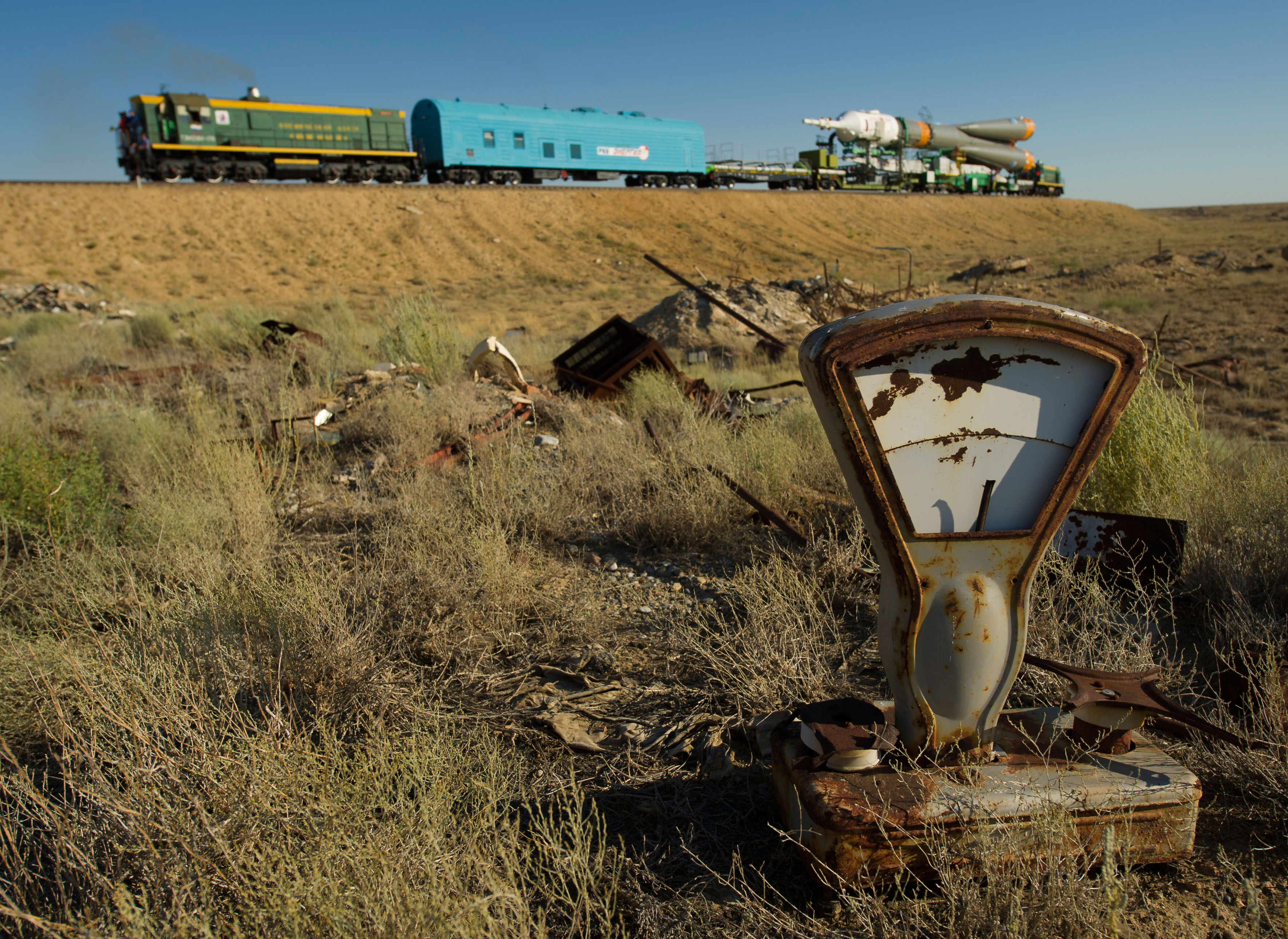
Soyouz ТМА-05M dans la steppe kazakhe.
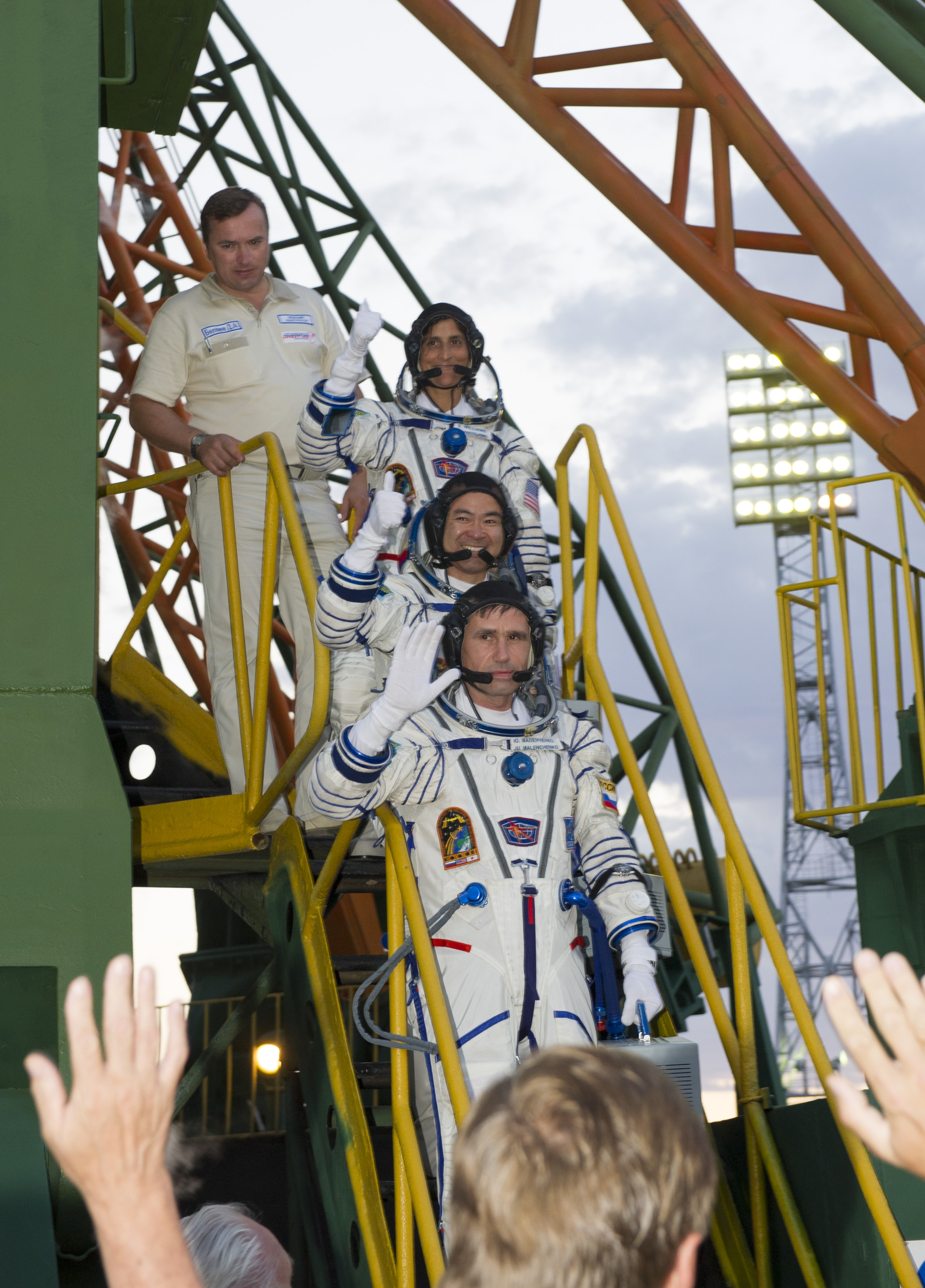
Les membres d’équipage saluant les spectateurs avant l’embarquement.
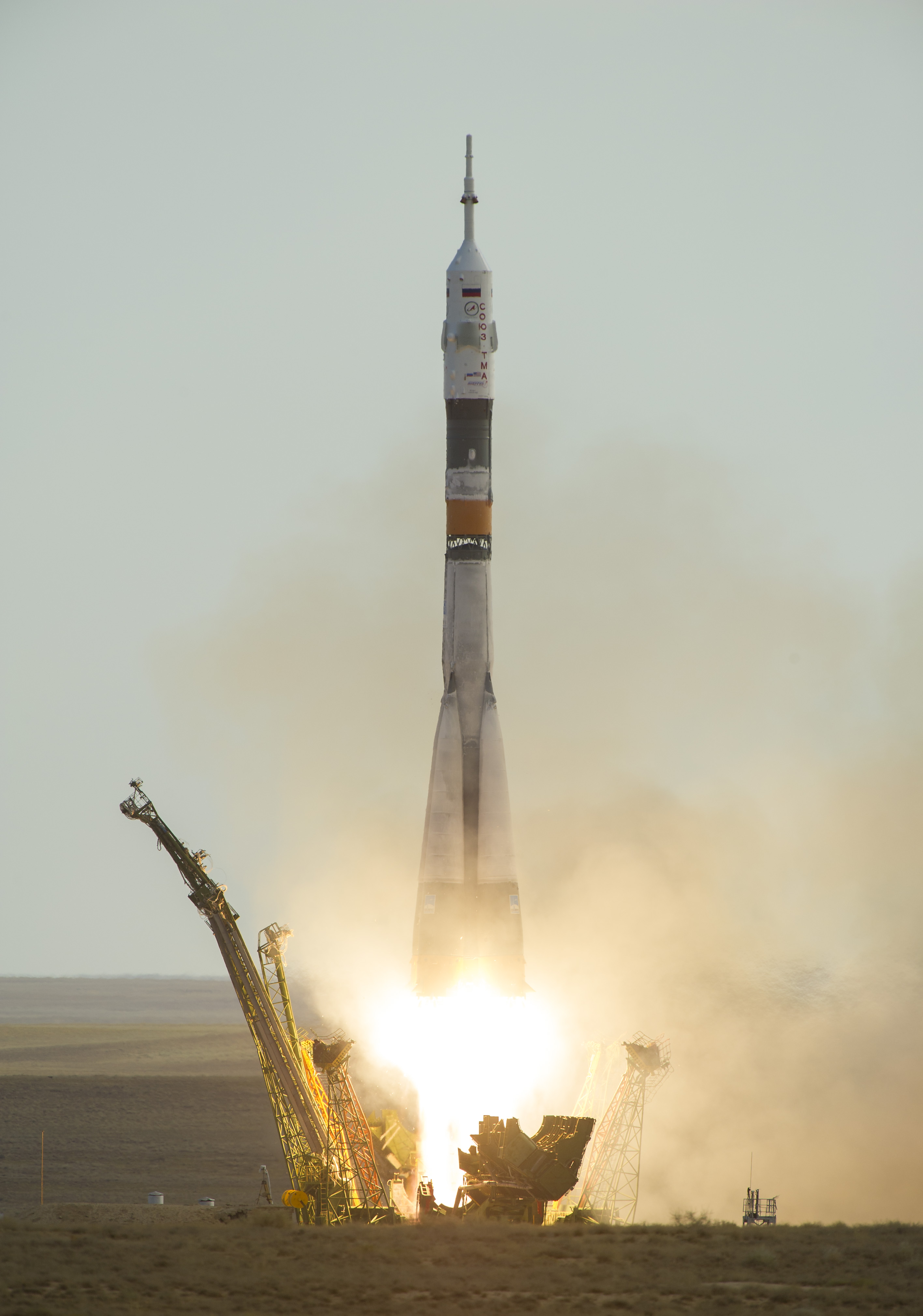
Soyouz TMA-05M décolle depuis Baïkonour.
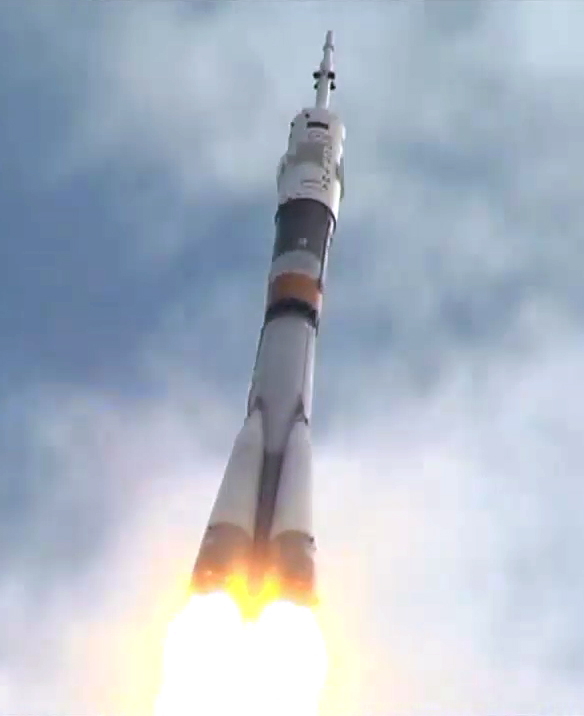
La fusée Soyouz TMA-05M environ 25 secondes après le décollage.
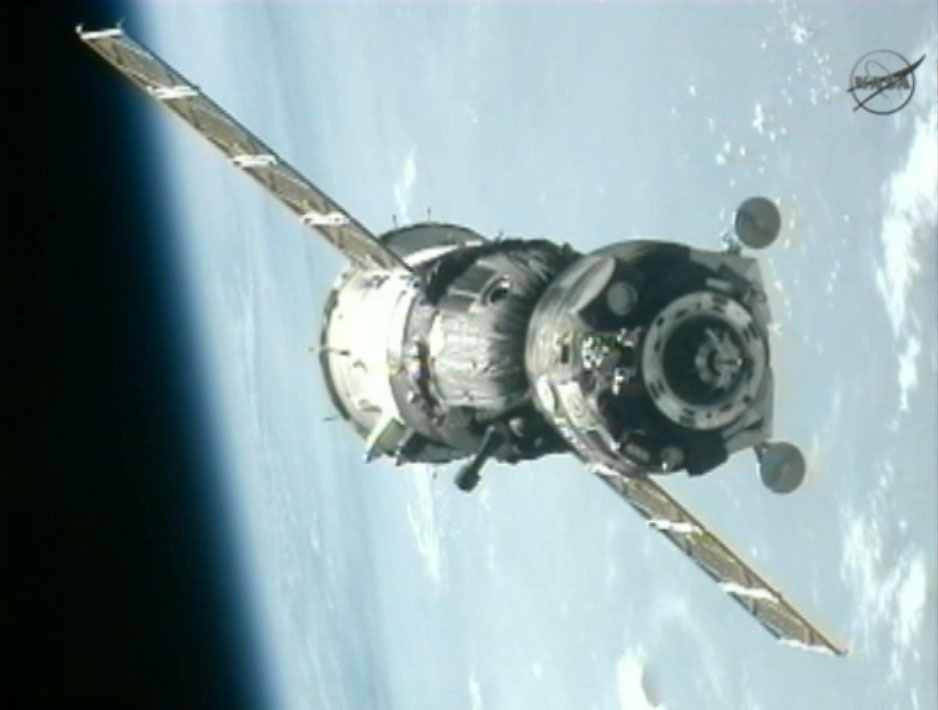
Soyouz TMA-05M à l'approche de l’ISS.
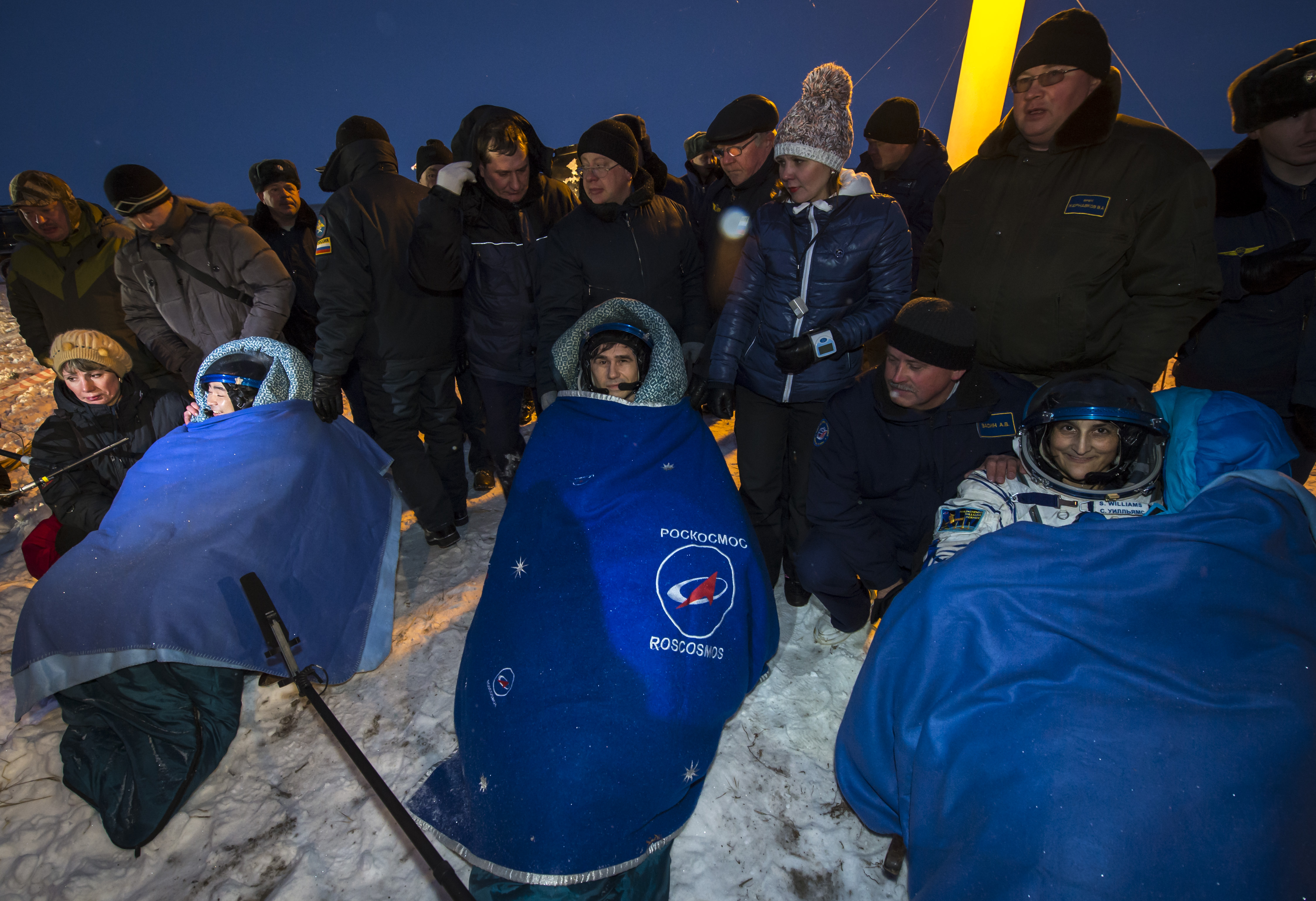
Les membres d'équipage pris en photo peu de temps après l'atterrissage.